# Károly Wieland
Károly Wieland (Soroksár, 1º maggio 1934 – Weinheim, 30 maggio 2020) è stato un canoista ungherese.

## Palmarès

### Olimpiadi
- 1 medaglia:
  - 1 bronzo (Melbourne 1956 nel C-2 1000 m)

### Mondiali
- 1 medaglia:
  - 1 oro (Mâcon 1954 nel C-2 10000 m)